# Juniville
Juniville är en kommun i departementet Ardennes i regionen Grand Est (tidigare regionen Champagne-Ardenne) i nordöstra Frankrike. Kommunen ligger  i kantonen Juniville som ligger i arrondissementet Rethel. År 2022 hade Juniville 1 232 invånare.

## Befolkningsutveckling
Antalet invånare i kommunen Juniville
Referens: INSEE

## Galleri

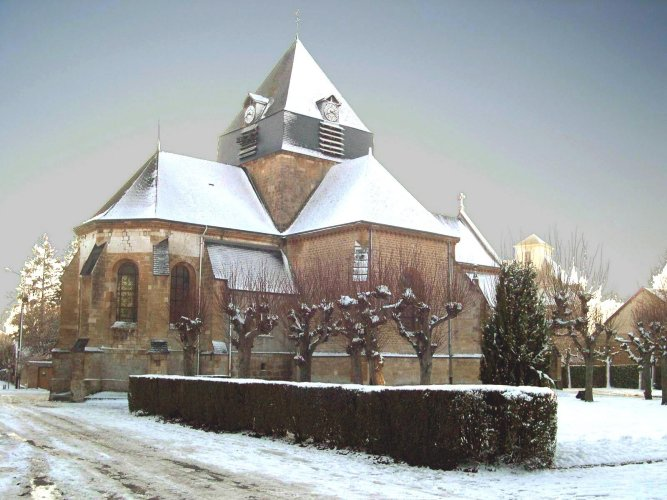
Kyrkan
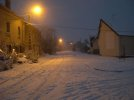
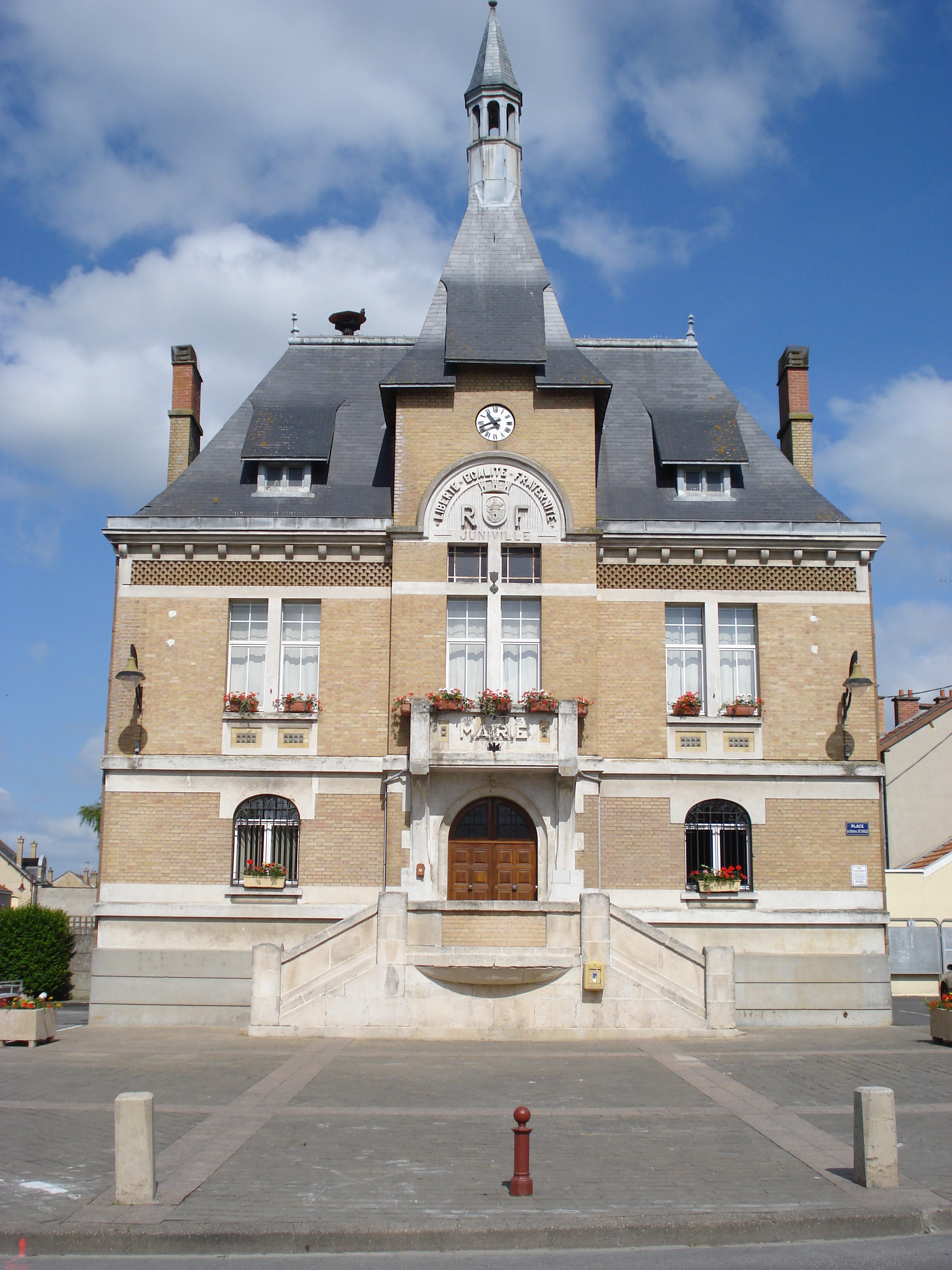
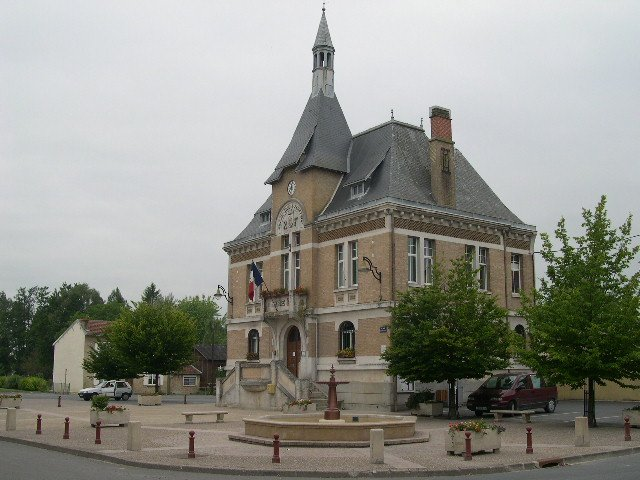
Rådhuset
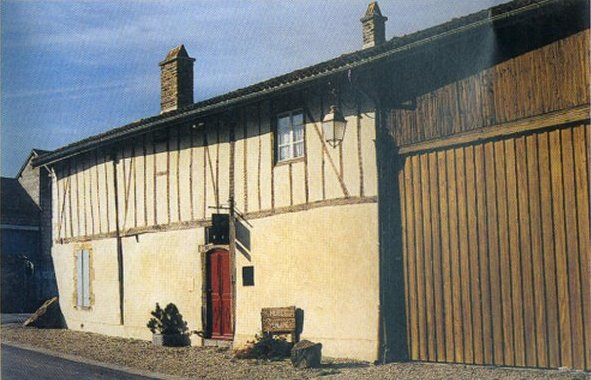
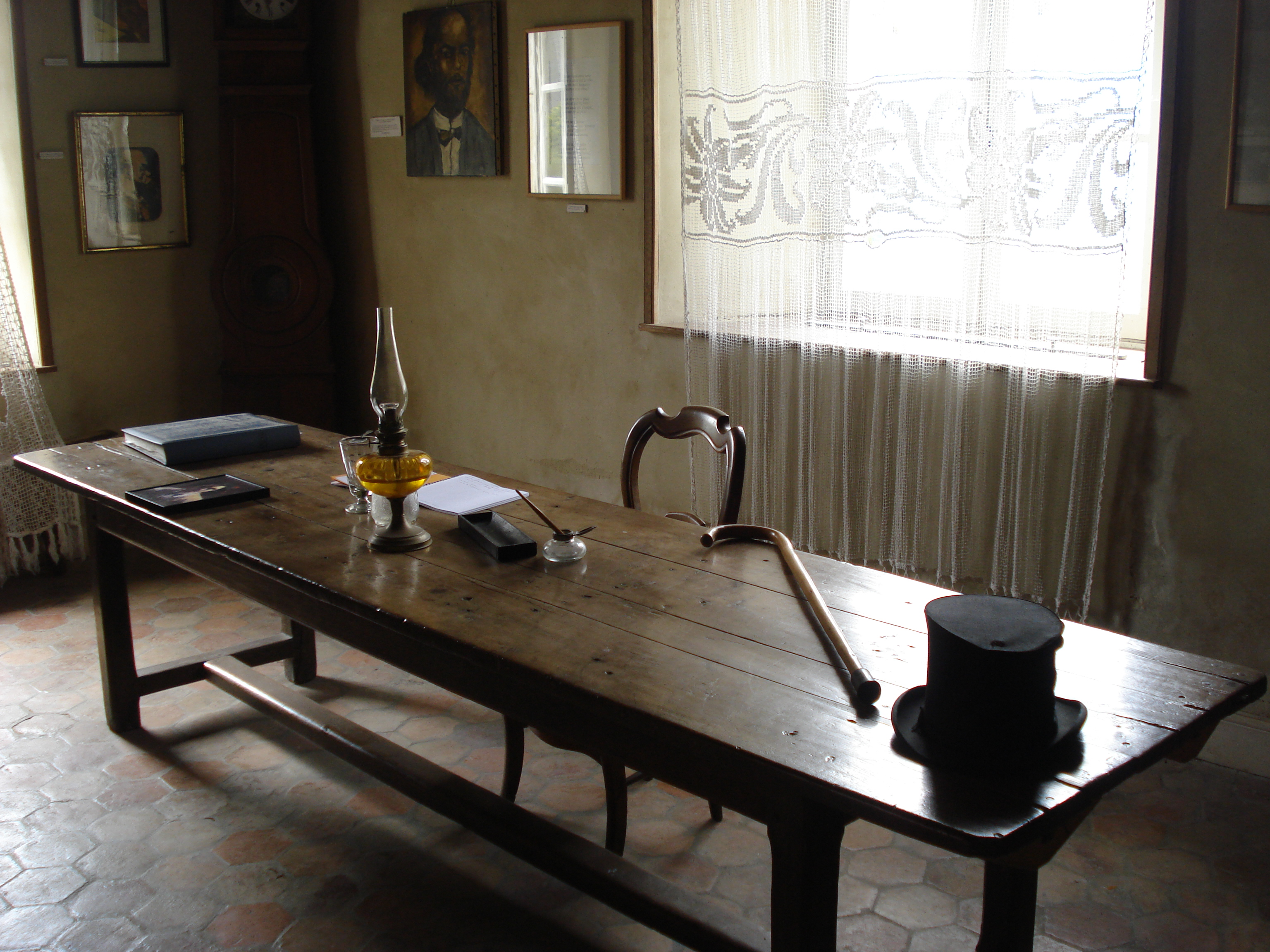
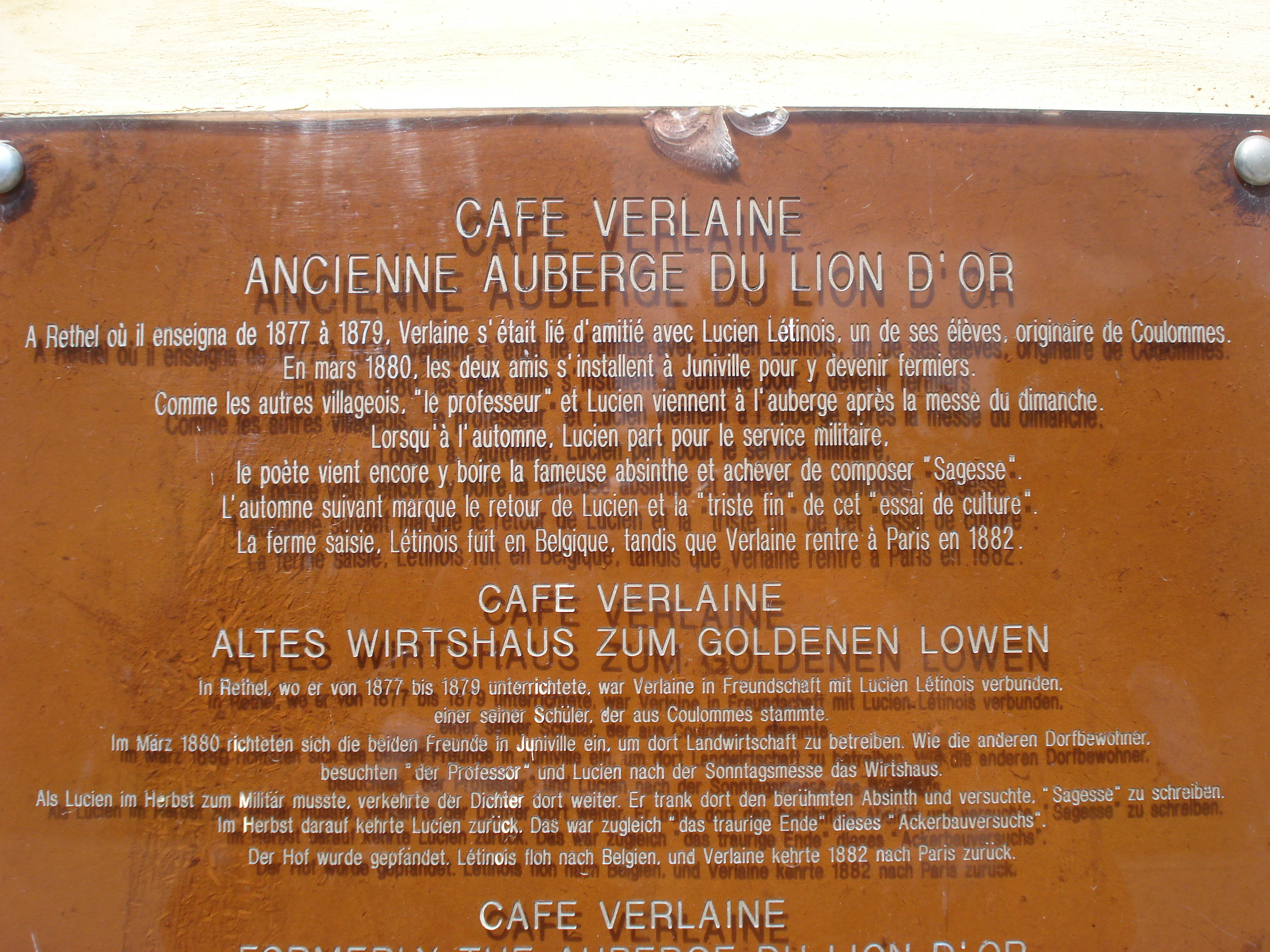
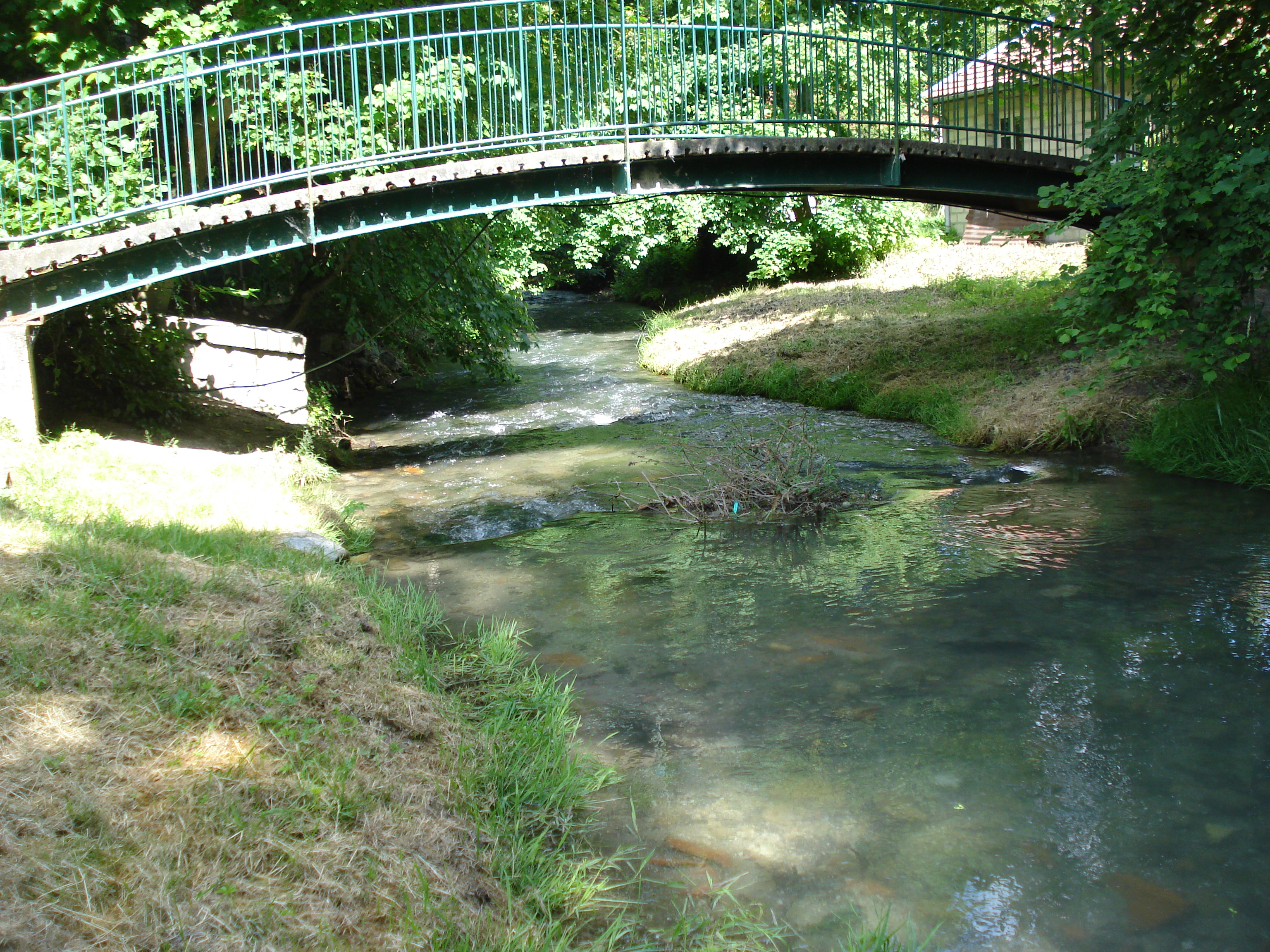